# Рантала, Лейф
Лейф Рантала (фин. Leif Rantala, 1947—2015) — финский лингвист, специалист по саамским языкам, наиболее известен своими исследованиями в области истории и культуры саамов Кольского полуострова, а также с историей региона Петсамо. Переводчик с финского на саамский.
В течение многих лет Рантала читал лекции по саамскими языкам и саамской культуре в Лапландском университете. Занимался историей изучения саамских языков и саамской культуры, в том числе историей лапористики в России. Рантала — автор нескольких статей на эту тему в «Энциклопедии саамской культуры» (Saamelaiskulttuurin ensyklopedia), изданной в 2003 году на финском языке в Хельсинкском университете.
В 2012 году Рантала после нескольких лет сбора информации издал на русском языке полный список «Репрессированные советские саамы». Для каждого человека в списке указаны его имя, отчество, фамилия, профессия, год и место рождения, дата ареста, а также приведена информация о приговоре и дате его вынесения.
Рантала известен своей богатой коллекцией документов и предметов, связанных с Кольским полуостровом, которую он собирал с 1990 года. В неё входят карты, предметы ремёсел и быта, рукоделие, старые игрушки, а также книги о кольских саамах, других коренных народов Севера и скандинавских переселенцах на побережье Мурмана. С апреля по июнь 2014 года в Лапландском университете проходила посвящённая саамам Кольского полуострова выставка «Привет от кольских саамов» из собрания Лейфа Ранталы. В 2017 году в центре Сиида (Финляндия) проводилась встреча памяти Лейфа Рантала и проводилась выставка. https://www.youtube.com/watch?v=yYD2H2YcCp8

## Публикации
- Sámi bibliografiia: čállosat Suomas 1986/Saamelaisbibliografia: Suomessa julkaistun saamelaisaineiston vuosiluettelo 1986. Rovaniemi: Rovaniemen kaupunginkirjasto ja Lapin maakuntakirjasto, 1988.
- Sámegiel báikenammalogahallan/Samisk ortnamnsförteckning/Samisk stedsnavnsfortegnelse/Saamenkielinen paikannimiluettelo/Указатель саамских топонимов, s. 40, [2]. Omakustanne. Roavvenjárga: , 1988. ISBN 952-90-0133-9 (nid.).
- Dokument om de ryska samerna och Kolahalvön, s. 156. Red. Leif Rantala. Lapin yliopiston kasvatustieteellisiä julkaisuja, 1457-9553; 15. Rovaniemi: Lapin yliopisto, 2006. ISBN 952-484-022-7 (nid.).
- Kuolan niemimaalla käyneiden suomalaisten tiedemiesten matkakertomuksia, s. 116. Koonnut ja kääntänyt Leif Rantala. Rovaniemi: Lapin tutkimusseura, 2008. ISBN 978-951-9327-50-1 (nid.). Teoksen verkkoversio.
- Leif Rantala & Aleftina Sergina: Áhkkila sápmelaččat: oanehis muitalus sámejoavkku birra, man maŋimuš sámegielalaš olmmoš jámii 29.12.2003, s. 79. Lapin yliopiston kasvatustieteellisiä raportteja, 1796-3877; 8. Rovaniemi: Lapin yliopisto, 2009. ISBN 978-952-484-328-7 (nid.).
- Kuolaan: Venäjän vallan aikana Kuolan niemimaalla käyneet suomalaiset tiedemiehet ja heidän kirjoituksensa/Suopmelaš dieðaolbmot geat gallededje Guoládatnjárgga n.g. ruošša áigge ja sin čállosat j.n.a./Articles and books concerning the Finnish scientific fieldwork on the Kola Peninsula from 1820 until 1917/Finska vetenskapsmän som besökt Kolahalvön under den s.k. ryska tiden i Finland och deras artiklar, böcker m.m./Финские учёные, посещавшие Кольский полуостров в период Великого Княжества Финляндского (1809—1917) в их публикации. Rovaniemi. 1. painos 2008, 2 painos 2010: Lapin yliopisto, 2008. ISBN 978-952-484-181-8 (nid.) (2008); 978-952-484-358-4 (nid.) (2010). (фин.) (сев.-саам.) (швед.) (англ.) (рус.)
- Список репрессированных кольских саами, 2012 http://finugor.ru/news/spisok-repressirovannyh-kolskih-saami-izdan-v-finlyandii
- Kola-samer som ble ofre for Stalins terror, Leif Rantala, Rovaniemi, 2014 https://www.bergenrabbit.net/2018/08/lejf-rantala-leif-rantala/